# エーゲ海の誘惑
『エーゲ海の誘惑』 （ウクライナ語原題: Сафо. Кохання без меж）は、2008年製作のウクライナの映画。日本では劇場未公開。
原題は、『サッフォー。果てしない愛』という意味。物語舞台は、1926年のギリシャ・レスボス島とされている。

## キャスト
- サッフォー: アバロン・バリエ
- フィル: トッド・ソリー
- ヘレン: リュドミラ・シリャエヴァ（ロシア語版）
- オルロフ: ボグダン・ステュープカ（ウクライナ語版）
- エリサイオス・ブラコス
- アナトリー・セメノフ

## ロケ地
物語はエーゲ海に浮かぶレスボス島を舞台にしているが、実際にはウクライナ・クリミア自治共和国のセヴァストーポリ周辺など、クリミア半島で撮影されている。